# Spy in the Sky!
Pour plus de détails, voir Fiche technique et Distribution.
Spy in the Sky! est un film américain réalisé par W. Lee Wilder, sorti en 1958.

## Fiche technique
- Titre : Spy in the Sky!
- Réalisateur : W. Lee Wilder
- Scénario : Myles Wilder d'après le roman Train d'enfer (Counterspy Express) de Albert Sydney Fleischman
- Musique : Hugo de Groot
- Directeur de la photographie : Jimmy Harvey
- Producteur : W. Lee Wilder
- Société de production : W. Lee Wilder Productions
- Durée : 75 minutes
- Film en noir et blanc
- Genre : Drame, espionnage, thriller
- Dates de sortie :
  - États-Unis : 20 juillet 1958
  - Mexique : 20 juillet 1960

## Distribution
- Steve Brodie : Vic Cabot
- Sandra Francis : Eve Brandisi
- Andrea Domburg : Alexandrine Duvivier
- George Coulouris : le colonel Benedict
- Bob De Lange : Sidney Jardine
- Hans Tiemeyer : Fritz Keller
- Herbert Curiel : Pepi Vidor
- Dity Oorthuis : Fritzi
- Albert E. Gollin : Martin
- Leon Dorian : l'agent Max Maxwell
- Roland Wagter : Soldat
- Monica Witkowna : la chanteuse gitane